# (1819) Laputa
(1819) Laputa est un astéroïde de la ceinture principale découvert le 9 août 1948 par l'astronome sud-africain Ernest Leonard Johnson à l'observatoire de l'Union, situé dans la banlieue de Johannesburg. Sa désignation provisoire était 1948 PC.
Il tire son nom de Laputa, île imaginaire censée flotter dans les airs et décrite par l'écrivain anglais Jonathan Swift pour son roman Les voyages de Gulliver.